# Litoria wilcoxii
Litoria wilcoxii es una especie de anfibios de la familia Hylidae. Es endémica de Australia.